# Escalopins
Els escalopins (Scalopinae) són una de les tres subfamílies de la família dels tàlpids, composta pels talps i afins. Les altres dues subfamílies són els talpins i els uropsilins (els talps musaranya).
A Nord-amèrica se'ls pot trobar a gairebé qualsevol lloc on el sòl i les altres condicions ho permetin, excepte al nord del Canadà i cap al sud de les àrees de Nou Mèxic on el sòl no és massa sorrenc.